# Turquie aux Jeux européens de 2015
La Turquie participe aux Jeux européens de 2015. Elle fait partie des 50 nations prenant part à la première édition de cette compétition.
Sa délégation comporte 191 athlètes (110 homme et 81 femmes).

## Médailles
| Sport           | Hommes        | Hommes            | Hommes             | Hommes | Femmes        | Femmes            | Femmes             | Femmes | Total         | Total             | Total              | Total |
| Sport           | Médaille d'or | Médaille d'argent | Médaille de bronze | Total  | Médaille d'or | Médaille d'argent | Médaille de bronze | Total  | Médaille d'or | Médaille d'argent | Médaille de bronze | Total |
| --------------- | ------------- | ----------------- | ------------------ | ------ | ------------- | ----------------- | ------------------ | ------ | ------------- | ----------------- | ------------------ | ----- |
| Badminton       | 0             | 0                 | 0                  | 0      | 0             | 0                 | 1                  | 1      | 0             | 0                 | 1                  | 1     |
| Boxe            | 0             | 0                 | 1                  | 1      | 0             | 0                 | 1                  | 1      | 0             | 0                 | 2                  | 2     |
| Gymnastique     | 0             | 0                 | 1                  | 1      | 0             | 0                 | 0                  | 0      | 0             | 0                 | 1                  | 1     |
| Judo            | 0             | 0                 | 0                  | 0      | 0             | 1                 | 1                  | 2      | 0             | 1                 | 1                  | 2     |
| Karaté          | 2             | 0                 | 3                  | 5      | 1             | 2                 | 1                  | 4      | 3             | 2                 | 4                  | 9     |
| Tir             | 0             | 0                 | 1                  | 1      | 0             | 0                 | 0                  | 0      | 0             | 0                 | 1                  | 1     |
| Tennis de table | 0             | 0                 | 0                  | 0      | 0             | 0                 | 1                  | 1      | 0             | 0                 | 1                  | 1     |
| Taekwondo       | 0             | 0                 | 0                  | 0      | 0             | 0                 | 1                  | 1      | 0             | 0                 | 1                  | 1     |
| Volley-ball     | 0             | 0                 | 0                  | 0      | 1             | 0                 | 0                  | 1      | 1             | 0                 | 0                  | 1     |
| Lutte           | 2             | 1                 | 5                  | 8      | 0             | 0                 | 2                  | 2      | 2             | 1                 | 7                  | 10    |
| Total           | 4             | 1                 | 11                 | 16     | 2             | 3                 | 8                  | 13     | 6             | 4                 | 19                 | 29    |